# 蓬图斯·科马克
蓬图斯·科马克（瑞典語：Pontus Kåmark，1969年4月5日—），生于韦斯特罗斯，瑞典男子足球运动员，场上位置是后卫。他曾代表瑞典国家队参加1994年国际足联世界杯，获得季军。